# Sophina Brown
Pour les articles homonymes, voir Brown.
Sophina Brown, née le 18 septembre 1976, est une actrice américaine de télévision. Elle joue le rôle de Raina Troy dans la série Shark de 2006 à 2008, et plus tard rejoint la distribution d'un autre drame CBS, Numb3rs, jouant Nikki Betancourt de 2008 à 2010.

## Biographie
Brown est née à Saginaw, Michigan. Elle a un BFA en représentation théâtrale de l'University of Michigan.

### Carrière
Juste après avoir obtenu son diplôme universitaire, Brown obtient l'un de ses premiers emplois professionnels dans la tournée nationale de la comédie musicale Fame. Peu de temps après, elle fait ses débuts à Broadway dans Le Roi lion. À la télévision, elle est invitée à jouer dans les émissions New York, police judiciaire et New York, unité spéciale, avant de jouer régulièrement dans la série de dramatiques juridiques Shark de CBS, aux côtés de James Woods. La série se déroulée de 2006 à 2008. Brown joue ensuite dans la série télévisée Numb3rs de CBS, dans laquelle elle incarne Nikki Betancourt, une "accro à l'adrénaline" et un ancien policier de la police de Los Angeles, "Loose Cannon". Elle rejoint la série en 2008 et reste jusqu'à sa fin en 2010.
Au début des années 2010, Brown tient plusieurs rôles de vedette invitée à la télévision, notamment dans Castle, Brothers & Sisters, The Good Wife et NCIS. De 2013 à 2014, elle a joué dans la courte série Ravenswood d'ABC Family. En 2016, Brown fait partie de la distribution du drame Sexe Intentions de NBC, basé sur le film du même nom de 1999. Sophina Brown est actuellement en vedette dans la série BET "Twenties" de Lena Waithe.

### Vie personnelle
Elle est mariée à l'acteur Henry Simmons (en) depuis mai 2010.

## Filmographie

### Film
| Année | Titre             | Rôle                       | Notes      |
| ----- | ----------------- | -------------------------- | ---------- |
| 2007  | Because I Said So | Milly's Staff #1 / Matisse |            |
| 2015  | Synapse           | Aamina McDavitt            |            |
| 2015  | Two Bellmen       | Sariah                     | Short film |

### Télévision
| Année     | Titre                              | Rôle                | Notes                         |
| --------- | ---------------------------------- | ------------------- | ----------------------------- |
| 2000      | Strangers with Candy               | Sydney              | "Ask Jerri"                   |
| 2001      | New York, unité spéciale           | Mrs. Williams       | saison 2, épisode 12          |
| 2001      | The Education of Max Bickford (en) | Woman #1            | "Hearts and Minds"            |
| 2003      | New York, police judiciaire        | Dana                | saison 13, épisode 13         |
| 2003      | Hack                               | Tammi Anderson      | "True Lies"                   |
| 2003-2004 | Chappelle's Show                   | Various             | Recurring role                |
| 2005      | Committed                          | Roberta             | "The Snow Episode"            |
| 2005      | Numb3rs                            | Bianca Styles       | "Scorched"                    |
| 2006      | Without a Trace                    | Dr. Lydia Adams     | "Blood Out"                   |
| 2006-2008 | Shark                              | Raina Troy          | Main role                     |
| 2008-2010 | Numb3rs                            | Nikki Betancourt    | Regular role                  |
| 2010      | Castle                             | Brooke Carver       | "Under the Gun"               |
| 2010      | Brothers & Sisters                 | Bitsy Fairbank      | "A Righteous Kiss"            |
| 2010      | Los Angeles, police judiciaire     | Julia Chaffey       | saison 1, épisode 7           |
| 2011      | NCIS: Los Angeles                  | Jennifer Grear      | "Empty Quiver"                |
| 2011      | The Good Wife                      | Katrina Bishop      | "Ham Sandwich"                |
| 2012      | Bones                              | Melanie Carmichael  | "The Partners in the Divorce" |
| 2013      | NCIS                               | Callie Daniels      | "Chasing Ghosts"              |
| 2013-2014 | Ravenswood                         | Terry Beaumont      | Recurring role                |
| 2015      | Scream                             | Det. Lorraine Brock | "Exposed", "Betrayed"         |
| 2016      | Sexe Intentions                    |                     | Pilote non jumelé             |
| 2017      | Zoo                                | Leanne Ducovney     | Rôle récurrent, 5 épisodes    |
| 2018      | 9-1-1                              | Candace Creedy      | Épisode: "Worst Day Ever"     |
| 2020      | Twenties                           | Ida B               | Recurring role                |